# Keratitis
Keratitis of hoornvliesontsteking is een verzamelnaam voor een aantal oogaandoeningen waarbij het hoornvlies door verschillende oorzaken ontstoken is geraakt.
- Fotokeratitis (lasoog/sneeuwblindheid)
- Herpes-simplexkeratitis
- Keratitis bullosa (blaartrekkende hoornvliesonteking)
- Acanthamoebe keratitis